# František Xaver Pokorný
František Xaver Pokorný (ou Franz Xaver Thomas Pokorný, né le 20 décembre 1729 à Městec Králové - décédé le 2 juillet 1794 à Ratisbonne) est un compositeur et violoniste bohémien de l'époque classique.

## Biographie
Bien que jeune, il quitte sa ville natale pour Ratisbonne, où il étudie le violon auprès de Joseph Riepel (de). En 1750, il va à Wallerstein pour jouer du violon dans l'orchestre de la cour Oettingen-Wallerstein (en). En 1753, il est allé à Mannheim où il a poursuivi ses études avec Johann Stamitz, François-Xavier Richter et Ignaz Holzbauer entre autres. Après la mort de Philippe Charles Domenic Oettingen-Wallerstein en 1766, il a demandé la permission de quitter la cour pour trois à quatre ans. Il a passé la dernière partie de sa vie dans l'orchestre de Karl Anselm, 4ème prince de Thurn et Taxis (en), puis il est revenu à Ratisbonne.
Il a composé près de 150 symphonies ; mais après sa mort,le pianiste, compositeur et chef d'orchestre Theodor von Schacht falsifiera par jalousie certaines des partitions de ces symphonies pour les attribuer à d'autres compositeurs !
František Xaver Pokorný a également composé de nombreuses œuvres pour instruments à vent, et des dizaines de concertos, dont 45 pour clavecin et 3 pour deux cors.

## Œuvres (liste partielle)
- Concerto nº 2 en si bémol majeur pour clarinette
- Concerto en mi bémol majeur pour clarinette
- Concerto en ut majeur pour deux orgues
- Concerto pour orgue et orchestre de chambre
- Concerto en mi bémol majeur pour deux cors et orchestre
- Concerto en fa majeur pour deux cors et orchestre
- Concerto en ré majeur pour flûte et orchestre
- Concerto per Corno seconda pour cor et orchestre